# NTT西日本-中国
株式会社NTT西日本-中国支店（エヌティティにしにほん-ちゅうごくしてん）は、かつて存在したNTT西日本株式会社（NTT西日本）の子会社。広島県広島市中区に本社を置き、電気通信設備関係や工事関係などで広島県、島根県、岡山県、鳥取県、山口県を管轄していた。
2013年10月1日、他のNTT西日本の地域会社などとともにNTT西日本-東海へ吸収合併され、NTTビジネスソリューションズ株式会社となった。

## 概要

### NTT西日本-中国支店の設立
2006年（平成18年）5月、NTT西日本グループは、本格的な光ブロードバンド時代に備え、マーケット志向の徹底とサービスの質的向上を図るため事業運営体制の見直しを行った。見直し内容は、「本社・支店等の組織見直し」、「ネットワーク関連業務の見直し」、「コールセンター関連業務の見直し」の3点を軸とした。この「本社・支店等の組織見直し」の細目とし、「本社の組織見直し」、「支店等の組織見直し」、「アウトソーシング会社3社を統合と新地域会社の設立」が掲げられた。
NTT西日本-中国は、2006年（平成18年）7月に「アウトソーシング会社3社を統合と新地域会社の設立」の趣旨に沿い設立された。

#### アウトソーシング会社3社の統合と新地域会社の設立
- （新地域会社の設立）2006年（平成18年）7月に「新地域会社の設立」の趣旨に伴い、NTT西日本営業エリア全国6ブロック（関西、東海、北陸、中国、四国、九州）に、NTT西日本-中国を含め16社の地域会社が設立された[7]。
- （アウトソーシング会社3社を統合）NTTネオメイト、NTTマーケティングアクト、NTTビジネスアソシエが設立され、NTTネオメイト中国はNTTネオメイト中国支店となった[8]。また、NTTマーケティングアクト中国と、NTTビジネスアソシエ中国はNTTマーケティングアクトおよびNTTビジネスアソシエの事業部内組織に改組された[9]。

#### 発足時の事業エリア
2006年発足当初は、広島県（大竹市を除く）と島根県を管轄していた。

### NTT西日本-中国の再編（2008年）
2008年（平成20年）7月1日に行われたグループ再編により、NTT西日本-東中国とNTT西日本-山口を、NTT西日本-中国が吸収合併する事となった。これにより、同社の事業エリアは広島県、島根県、岡山県、鳥取県、山口県となった。

### NTT西日本の地域会社の再編（2013年）
2013年（平成25年）10月1日、NTT西日本-中国を含むNTT西日本の地域会社8社とその子会社6社は、NTT西日本-東海を存続会社として合併。商号変更によりNTTビジネスソリューションズ株式会社となった。

## 事業内容
NTT西日本-中国は、西日本電信電話株式会社から委託された業務、および当該会社が行う業務を行っていた。事業内容は以下のとおり。同社は、事業にあたり建設業法における電気通信工事業（特定建設業）の国土交通大臣許可、情報の取り扱いに関しプライバシーマークの認定を受けていた。
- 電気通信設備に関わる設備提案、設計、工事、保守、コンサルティング及び設備・品質管理。[13]
- 電気通信設備に関わる各種機器・機材の開発、販売、工事及び保守並びに各種ネットワークサー ビスの申込み受付、販売。
- コンピュータのネットワークシステム及びソフトウェアの企画、設計、研究、開発、販売、工事、保守及びコンサルティング
- 電気通信事業法に基づく電気通信事業
- 放送送信及び受信設備、塗装工事、電気工事、土木工事、とび・土工工事、鋼構造物工事、内装仕上げ工事、内装仕上げ工事、消防施設工事、管工事に関する調査、設計、工事、保守及びコンサルティング
- ホームページ等のコンテンツの企画、作成、販売
- 西日本電信電話株式会社等からの問い合わせ、注文受付、販売業務等の受託
- テレマーケティング業務及びテレマーケティングに関するコンサルティング業務
- アイティ（情報技術）事業に関わるサービス・システム開発、販売、運営、提供
- 各種情報通信機器・サービス等の販売及び販売代理店業務
- 西日本電信電話株式会社及びその関係会社並びに他の会社等に対する次の業務を受託
  1. 総務事務
  2. 経理、契約事務
  3. 給与支給事務
  4. 福利厚生事務
  5. 各種教育研修企画・運営
  6. 各種催事・広告宣伝に関する企画・運営
- 前号に関する改善提案及びシステム開発並びに情報収集・コンサルティング
- 情報通信サービスの委託取次業
- 前各号に付帯及び関連する一切の業務

## 事業所
- 本社 - 広島市中区基町
- 中国事業部 広島市南区宇品神田
- 島根事業部 - 松江市東朝日町[14]
- 岡山事業部 - 岡山市北区中山下[15]
- 鳥取事業部 - 鳥取市湯所町[16]
- 山口事業部 - 山口市熊野町[17]

## 沿革
- 2006年（平成18年）7月 - 株式会社NTT西日本-中国設立。
- 2008年（平成20年）7月 - 株式会社NTT西日本-東中国、株式会社NTT西日本-山口エリアの業務を株式会社NTT西日本-中国に統合。
- 2013年（平成25年）10月 - 株式会社NTT西日本-東海を存続会社として合併。商号変更によりNTTビジネスソリューションズ株式会社となった。